# Rambla de Mar
La Rambla de Mar es una rambla en el distrito de Ciudad Vieja de Barcelona. Se trata de un puente flotante que conecta la Plaza del Portal de la Paz con el Muelle de España, donde se encuentran el Aquarium de Barcelona y el centro comercial Maremagnum. Es considerada la prolongación natural de la Rambla y su sexto tramo no oficial. El puente fue obra de Helio Piñón y Albert Viaplana. Su estructura gira para abrirse y dejar pasar a los barcos que entran y salen del puerto deportivo.
Es común la presencia de manteros en esta vía, al igual que en otros lugares del centro de Barcelona como el Paseo de Colón.